# Libell (Band)
Libell ist eine fünfköpfige Elektropop-Band aus Mainz.

## Geschichte
Die Band wurde 2016 gegründet. Die Bandmitglieder und langjährigen Freunde Sonja, Sam, Flo, Olli und Jo stehen für modernen Elektro-Pop mit deutschen Texten. Alle Texte und Songs schreibt und produziert die Band selbst. 
Nach den Veröffentlichungen der ersten Single Flieg und der folgenden EP Weite Reise belegte das Quintett den dritten Platz beim Bandsupporter-Contest 2017 im Rhein-Main Gebiet. Im gleichen Jahr wurde die Band mit dem Deutschen Rock & Pop Preis als „Beste Elektropopband 2017“ ausgezeichnet.
Unter anderem spielte die Band in der Kulturbrauerei in Berlin sowie auf dem Schlossgrabenfest und in der Centralstation Darmstadt.
Nach fünf Jahren Pause melden sich die fünf langjährigen Freunde der Mainzer Band „LIBELL“ 2024 mit neuen Songs zurück. Die neuen Songs sind das Ergebnis einer Zeit des Verzichts, des Loslassens, des Umbruchs und der persönlichen Weiterentwicklung.

## Diskografie
EPs
- 2016: Weite Reise (maximum media)[2]

Singles
- 2016: Flieg (Libell)
- 2018: Einmal (Libell)[3]
- 2018: Flieg (Mitch Mondy Remix) (Libell)
- 2019: Wenn Du Dich Traust (Libell)
- 2024: Mufasa
- 2024: So laut
- 2024: Louvre
- 2025: Augen zu

## Auszeichnungen
- 2017: 1. Platz Deutscher Rock und Pop Preis Sonderkategorie „Beste Elektropopband“

## Musikvideos
- 2016: AWDB [Acoustic]
- 2016: Flieg
- 2018: Einmal

## Belege
1. ↑  Deutscher Rock & Pop Preis Sonderkategorien 2017. Archiviert vom Original (nicht mehr online verfügbar) am 3. Januar 2018; abgerufen am 11. Dezember 2017.  Info: Der Archivlink wurde automatisch eingesetzt und noch nicht geprüft. Bitte prüfe Original- und Archivlink gemäß Anleitung und entferne dann diesen Hinweis.
2. ↑  Libell - Weite Reise (EP). Abgerufen am 21. April 2024.
3. ↑  Libell - Einmal (Single). Abgerufen am 7. Februar 2018.